# Mostadmark
Mostadmark este o localitate din comuna Malvik, provincia Sør-Trøndelag, Norvegia, cu o populație de 450 locuitori (2013).